# Грязка
Грязка (пол. Grzęska) — розташоване на Закерзонні село в Польщі, у гміні Переворськ Переворського повіту Підкарпатського воєводства.
Населення — 2023 особи (2011).

## Історія
На території села археологи відкрили попільні могильники.
Село згадується в 1515 і 1589 рр. в податкових реєстрах Перемишльської землі Руського воєводства.
Відповідно до «Географічного словника Королівства Польського» в 1881 р. Грязка знаходилася в Ланцутському повіті Королівства Галичини і Володимирії, було 974 мешканці, з них 948 римо-католиків і 26 греко-католиків. На той час унаслідок півтисячоліття латинізації та полонізації українці лівобережного Надсяння опинилися в меншості.
На 01.01.1939 в селі проживало 1710 мешканців, з них 60 українців-грекокатоликів, 1640 поляків і 10 євреїв. Село входило до ґміни Переворськ Переворського повіту Львівського воєводства. Греко-католики належали до парохії Миротин Лежайського деканату Перемишльської єпархії. Українська меншина села не могла чинити спротив хвилі антиукраїнського терору і державного етноциду після Другої світової війни.
У 1975-1998 роках село належало до Перемишльського воєводства.

## Церква
Перша згадка про церкву в селі походить з податкових реєстрів 1515 р. В 1636 р. коштом Станіслава Любомирського зведена чергова церква Різдва Пр. Богородиці. Остання церква Різдва Пр. Богородиці збудована в 1720 р., ремонтована в 1820 і 1894 рр., була дерев’яною і спалена поляками 10 червня 1944 р. Під час йосифинської церковної реформи 1781 р. церква включена до парохії Миротин Каньчуцького деканату Перемишльської єпархії.
У 1831 р. в селі було 194 греко-католики, в 1880 — 75, в 1914 — 104, в 1937 — 62.

## Демографія
Демографічна структура станом на 31 березня 2011 року:
|          | Загалом | Допрацездатний вік | Працездатний вік | Постпрацездатний вік |
| -------- | ------- | ------------------ | ---------------- | -------------------- |
| Чоловіки | 988     | 232                | 636              | 120                  |
| Жінки    | 1035    | 221                | 571              | 243                  |
| Разом    | 2023    | 453                | 1207             | 363                  |